# New Romantics (dal)
A New Romantics Taylor Swift amerikai énekesnő-dalszerző dala, amelyet Max Martin és Shellback producerekkel együtt írt. A cím utal az 1970-es és 1980-as évek kulturális mozgalmára, amelynek újhullámos zenei stílusa hatással volt a dal szintipop stílusára és lüktető szintetizátoraira. A dalszöveg az érzelmi nehézségek utáni remény és energia újraélesztéséről szól.
A New Romantics Swift 1989 című 2014-es stúdióalbumának deluxe kiadásán szereplő bónuszdala, az album hetedik és egyben utolsó rádiós kislemezeként jelent meg 2016. február 23-án a Big Machine gondozásában. A videóklip az énekesnő 1989-es világkörüli turnéjának felvételeiből készült összeállítás. A New Romantics a 46. helyen szerepelt az amerikai Billboard Hot 100-on, valamint az Amerikai Hanglemezgyártók Szövetségétől arany minősítést kapott. A kislemez Flandria, Libanon, Skócia és Ausztrália slágerlistáin a top 40-ben végzett, az utóbbi országban dupla platinalemez lett.
Sok zenekritikus méltatta a New Romantics energikus és élénk hangulatát, és nem értették, hogy miért nem szerepelt a 1989 eredeti kiadásán, Swift legjobb dalai közé sorolták. Néhány kritikus felejthetőnek tartotta, a dalszerzést többen is kritizálzák. 2019-ben a Rolling Stone felvette a dalt a 2010-es évtized 100 legjobb dalának listájára. Swift diszkográfiájának tulajdonjogával kapcsolatos 2019-es vitát követően felvette a dalt New Romantics (Taylor’s Version) címen az 1989 (Taylor’s Version) (2023) albumra.

## Munkálatok
Az 1980-as évek szintipopja által ihletve Swift elhagyta korábbi kiadványai country hangzását, hogy egy egyszerű popalbumot hozzon létre.  Ezért több ismert pop-producer is dolgozott a lemezen, köztük Max Martin és Shellback svéd slágergyárosok; Swift az előbbit társ-, és executive producernek is felvette. Martin és Shellback az album eredeti kiadásának tizenhárom számából hetet készített, és a deluxe kiadás három dalából kettőt, köztük a New Romantics-ot is.

## Fordítás
Ez a szócikk részben vagy egészben  a   New Romantics (song) című angol Wikipédia-szócikk ezen változatának fordításán alapul.  Az eredeti cikk szerkesztőit annak laptörténete sorolja fel. Ez a jelzés csupán a megfogalmazás eredetét és a szerzői jogokat jelzi, nem szolgál a cikkben szereplő információk forrásmegjelöléseként.